# Amelie Murmann
Amelie Murmann (* 1991) ist eine deutsche Jugendbuchautorin.

## Leben
Amelie Murmann studiert an der Essener Universität auf Lehramt mit dem Ziel Grundschullehrerin. Bisher hat sie sechs Jugendromane im Carlsen Verlag veröffentlicht. Sie kommentiert auf YouTube als „MsBuchnerd“ Neuerscheinungen aus den Bereichen Jugendbuch und Fantasyroman. Eine ihrer ersten Lesungen als Autorin fand in Radevormwald auf Einladung des dortigen Theodor-Heuss-Gymnasiums statt.

## Rezeption
Vor allem aufgrund der zentralen Auseinandersetzung mit der Videoplattform Youtube bietet sich Amelie Murmanns Roman Herz über Klick besonders für den Einsatz im Deutschunterricht an. Der Roman zeigt den Leserinnen und Lesern die Vor- und Nachteile der Videoplattform auf und behandelt auch die sozialen Folgen, zum Beispiel wie es ist, plötzlich einem Shitstorm ausgesetzt zu sein. Neben der Youtube-Welt werden darüber hinaus andere, für Jugendliche relevante Themen angesprochen, wie Freundschaft, Liebe, familiäre Konflikte und Cybermobbing.
Auf der Bürgermedienplattform NRWision, Deutschlands größter Mediathek für Bürgermedien, ist zudem ein einstündiger Podcast mit der Autorin zu finden, in dem sie über ihre eigenen Erfahrungen als Youtuberin spricht und die Chancen und Grenzen der Videoplattform Youtube beleuchtet.
Im Jahr 2018 ist Amelie Murmanns Roman Herz über Klick ins Lettische übersetzt worden. Nach eigenen Aussagen spiegelt die Covergestaltung der lettischen Ausgabe die Inhalte ihres Romans "noch treffender" wider als die deutsche Ausgabe, da die Protagonistin und zentrale Themen des Romans sich stärker in der lettischen Covergestaltung widerspiegeln.

## Werke
- Wanderer. Sand der Zeit. Carlsen Verlag, Hamburg 2014, ISBN 978-3-646-60066-7
- Wanderer. Hüter der Zeit. Carlsen Verlag, Hamburg 2015, ISBN 978-3-646-60138-1
- Feinde mit gewissen Vorzügen. Carlsen Verlag, Hamburg 2015, ISBN 978-3-646-60108-4
- Living the Dream – Liebe kennt keinen Plan. Carlsen Verlag 2016, ISBN 	978-3-551-30063-8
- Fangirl auf Umwegen. Carlsen Verlag, Hamburg 2016, ISBN 978-3-646-92887-7
- Herz über Klick. Carlsen Verlag, Hamburg 2017, ISBN 978-3-551-31568-7
  - wurde 2018 ins Lettische übersetzt: Ar sirdi pret klikšķi. Latvijas Mediji 2018.